# Henrik Burkat
Henrik Štefan Burkat - Henček, slovenski glasbenik, * 18. december 1938, Gorenje Kamence, † 5. maj 2011, Gorenje Kamence.

## Življenje
Henrik Burkat se je rodil 18. decembra 1938 v Gorenjih Kamencah. Svojo prvo harmoniko je dobil od nekega potujočega cigana, ki se je za kratek čas ustavil pri njih. Za drugo harmoniko pa so morali doma prodati zadnjo kravo v hlevu.
Vzdevek Henček se ga je prijel že v mladostniških letih, spodbudo za ime ansambla pa mu je dal Vilko Ovsenik.
Henrik Burkat je bil harmonikar, ljudski pevec in avtor številnih zabavnih ter narodnozabavnih skladb. Nekatere izmed njih so danes uspešnice. Leta 1965 je ustanovil ansambel, poimenovan po njegovem vzdevku. Ansambel Henček je bil v času delovanja med našimi najbolj uspešnimi in priljubljenimi narodno-zabavnimi ansambli. 
V času delovanja so ustvarili preko 300 pesmi, med njimi najboljše uspešnice Polka, valček, rock&roll, Henčkov Abraham, Metliška črnina, Lepa mora bit, Boogie woogie, Sončna Dolenjska in še mnogo drugih.
Za svoje glasbeno delovanje je prejel več nagrad, leta 2007 je kot prvi prejel krono za Kralja polk in valčkov.

## Smrt
Henček je za dolgotrajno boleznijo umrl 5. maja 2011 star 72 let. Pokopan je v Gorenjih Kamencah.